# Die Chroniken von Narnia: Der König von Narnia (2005)
Die Chroniken von Narnia: Der König von Narnia (Originaltitel The Chronicles of Narnia: The Lion, the Witch and the Wardrobe) ist ein US-amerikanisch-britischer Fantasyfilm aus dem Jahr 2005 – das Spielfilmdebüt des Regisseurs Andrew Adamson – und eine sehr vorlagentreue Verfilmung von Der König von Narnia, dem ersten (Erscheinungsjahr) beziehungsweise zweiten (Erzählfolge) Band aus der siebenteiligen Fantasyreihe Die Chroniken von Narnia von C. S. Lewis. Es ist die erste Verfilmung der zur Vorlage gleichnamigen Reihe.
Nach der Weltpremiere in London am 7. Dezember 2005 startete der Film in der Schweiz am selben Tag, in Deutschland und Österreich am Tag darauf.

## Handlung
Während des Zweiten Weltkriegs müssen die Kinder der Familie Pevensie – Peter, Susan, Edmund und Lucy – ihre Heimat London verlassen. Sie sollen für die Zeit des Krieges bei Professor Digory Kirke leben, um vor den deutschen Bombenangriffen in Sicherheit zu sein. Beim Versteckspiel entdeckt die Jüngste, Lucy, in dem riesigen verwinkelten Herrenhaus des Professors mit vielen Räumen und Türen einen seltsamen Kleiderschrank, der in seinem Inneren einen Weg in eine andere Welt öffnet.
Sie trifft dort an einem Laternenpfahl auf den Faun Tumnus, der sie zu sich nach Hause einlädt. Nachdem sie gegessen haben, schläft sie ein. Danach erzählt ihr Herr Tumnus, wer er wirklich ist: ein Untertan der Weißen Hexe, die behauptet, Königin von Narnia zu sein. Sie hat befohlen, alle Menschen, die man in Narnia findet, an sie auszuliefern. Lucy kann ihn überreden, sie nicht zu verraten, und rennt sofort mit Herrn Tumnus zu dem Laternenpfahl zurück, wo sie alleine zum Kleiderschrank zurückfindet.
Als sie ihren Geschwistern von der Geschichte erzählt, glaubt ihr niemand. Bei einem weiteren Versuch Lucys nach Narnia zu gehen, schleicht Edmund ihr hinterher. Während Lucy wieder zu Herrn Tumnus geht, trifft Edmund auf die Weiße Hexe Jadis und erzählt ihr alles, was er von Lucy gehört hat, da die Hexe freundlich zu sein scheint. Außerdem verspricht sie ihm, dass er, wenn er mit seinen Geschwistern wiederkomme, König von Narnia werde. Kurz darauf trifft er auf Lucy, die ihm erzählt, wer die Weiße Hexe ist, ohne dass sie etwas über die Begegnung Edmunds ahnt. Zurück aus Narnia, berichtet sie den anderen Geschwistern, Narnia gebe es wirklich und dass Edmund es bezeugen könnte. Edmund behauptet jedoch, dass er nur so getan habe als wäre er in Narnia gewesen.
An einem anderen Tag spielen die Kinder Cricket und zerbrechen dabei ein Fenster. Sie verstecken sich im Kleiderschrank vor der strengen Mrs. Macready, der Haushälterin des Professors, woraufhin sie alle nach Narnia gelangen. Lucy will ihre Geschwister zu Herrn Tumnus führen, doch sie finden heraus, dass er von der Geheimpolizei Jadis’ entführt worden ist. Ein sprechender Biber geleitet die Kinder zu seiner Behausung und erzählt den Kindern von einer Prophezeiung, in der die Kinder die Hexe besiegen, und vom Löwen Aslan, dem wahren König von Narnia. Schließlich bemerken sie, dass Edmund verschwunden ist.
Dieser geht in das Schloss der Hexe, da es ihn nach mehr von dem Türkischen Honig verlangt, den sie ihm zuvor gegeben hatte. Als er auf die Hexe trifft, lässt sie ihn jedoch einsperren. Im Verlies trifft Edmund auf Herrn Tumnus, der später von der Hexe versteinert wird. Mit Edmund macht sich die Hexe mit ihrem Schlitten auf die Suche nach seinen Geschwistern.
Diese befinden sich auf der Flucht zu Aslan, der zurückgekehrt ist. Dabei treffen sie den Weihnachtsmann, der Lucy einen Dolch und ein Mittel schenkt, das alle Wunden heilt, Susan ein magisches Horn sowie Pfeil und Bogen und Peter ein Schwert und einen Schild. Nach einem Kampf gegen Jadis’ Wölfe erreichen die Kinder endlich das Lager Aslans. Dessen Soldaten gelingt es, Edmund zu befreien, doch die Weiße Hexe verlangt anschließend den Tod des Jungen, da er Verrat begangen habe. Aslan bringt sie jedoch davon ab, indem er sich selbst opfert.
Susan und Lucy werden in der Nacht Zeugen, wie Jadis Aslan tötet. Als Peter und die anderen von der Nachricht erfahren, ziehen sie in den Kampf gegen die Hexe. Am Morgen erwacht Aslan aber wieder zum Leben und erweckt im Schloss der Hexe die Versteinerten, um eine Armee aufzustellen. Damit kommt er Peter und den anderen zu Hilfe, sodass die Armee der Hexe unterliegt. Aslan selbst tötet Jadis. Edmund, der tödlich verwundet wurde, kann durch Lucys Trank überleben. Einige Tage später werden die Kinder zu Königen und Königinnen gekrönt. Am selben Tag verlässt Aslan Narnia.
Viele Jahre später geraten die inzwischen erwachsenen Geschwister bei der Jagd zum Laternenpfahl. Sie finden den Kleiderschrank und kommen im Kindesalter wieder in ihre Welt zurück. Sie treffen auf Professor Kirke, dem sie alles erzählen. In einer Abschlussszene sieht man, wie Lucy eines Nachts versucht, über den Schrank nach Narnia zurückzukehren. Der Professor erklärt ihr daraufhin, er habe es auch versucht, doch die Rückkehr werde irgendwann passieren, wenn man es am wenigsten erwarte.

## Unterschiede zum Buch
Für den Film sind einige neue Szenen und auch Figuren erdacht worden, die in der Buchvorlage entweder gar nicht oder anders beschrieben werden.
- Die Anfangssequenz zeigt eine Szene aus der Luftschlacht um England, die die Charaktere einführt und erklärt, weshalb sie von London aufs Land verschickt werden. In der Szene wird auch Edmunds Neigung zu Ungehorsam erstmals gezeigt. Daraufhin folgt eine Abschiedsszene im Bahnhof. Diese beiden Szenen kommen im Buch nicht vor. Hier wird lediglich in wenigen knappen Sätzen beschrieben, warum die Kinder weggeschickt werden. Des Weiteren wurden die Umstände, die zu den Besuchen in Narnia führen, leicht verändert.
- Als Lucy Herrn Tumnus besucht, sagt sie, ihr Vater kämpfe im Krieg. Tumnus erwidert, dass auch sein Vater im Krieg gekämpft habe. Kurze Zeit später spielt Herr Tumnus Lucy ein Schlaflied vor. Hierbei zeigen die Flammen des Kamins in Tumnus Höhle tanzende und jagende narnianische Wesen. Am Ende des Liedes nimmt das Feuer die Gestalt eines Löwen an und stößt ein lautes Brüllen aus. Auch diese Szenen kommen im Buch nicht vor. Lewis beschreibt in seinem Buch, dass Herr Tumnus einen langen Schwanz über dem Arm trägt. Da er jedoch ein Faun, ein Mischwesen aus Mensch und Ziege ist, müsste er eigentlich einen sehr kurzen Schwanz haben, was im Film auch der Fall ist.
- Die Kinder diskutieren zweimal im Film, ob sie Narnia eher verlassen sollten, statt sich in die Geschehnisse einzumischen. Als Herr und Frau Biber ihnen von ihrer Bestimmung erzählen, wendet Susan ein, dass sie aus London fortgeschickt wurden, um einem Krieg zu entgehen. In der Vorlage finden diese Diskussionen nicht statt. Jedoch ist den Kindern auch hier beim Gedanken an einen Kampf nicht wohl zumute.
- Eine weitere Änderung betrifft den Verrat Edmunds. Als er seine Geschwister an die Königin verrät, stellt er sofort fest, einen Fehler begangen zu haben. Er wird eingesperrt und trifft Herrn Tumnus, der kurz darauf zu Stein verwandelt wird, weil er Lucy geholfen hat. Im Buch treffen Edmund und Herr Tumnus nicht aufeinander. Ebenso wenig folgen die drei Geschwister Edmund zum Schloss der Königin, bevor sie zu Aslan fliehen. Deshalb sind ihnen die Wölfe im Film direkt auf den Fersen und fangen sie auf dem tauenden Fluss ab. Im Buch jedoch machen sie sich direkt auf den Weg und verstecken sich vor der Weißen Hexe in einer Höhle, wo sie auch die Nacht verbringen.
- Als die Flüchtlinge im Film den Weihnachtsmann treffen, erhalten sie nur die Waffen und Lucy das Heilmittel. Im Buch gibt es noch weitere Geschenke für Herrn und Frau Biber. Außerdem sorgt der Weihnachtsmann noch dafür, dass alle etwas Heißes zu trinken bekommen. Den Mädchen wird zudem befohlen, nicht an Schlachten teilzunehmen und ihre Waffen (Bogen und Dolch) nur im äußersten Notfall zu benutzen.
- Als Peter, Susan und Lucy einige Zeit später Aslans Basis erreichen, sehen sie ein gewaltiges Lager. Im Buch versammeln sich lediglich Aslan und verschiedene Tiere um den Steinernen Tisch. Aslans Armee wird kommandiert von General Oreius, einem Zentauren. Die Armee der weißen Hexe hat als Kommandeur einen Minotaurengeneral mit Namen Otmin. Beide Charaktere kommen im Buch nicht vor; ebenso wenig der Fuchs, der im Film den Kindern hilft und die Streitkräfte Aslans zusammenruft.
- Nach Aslans Tod sorgen die Schwestern dafür, dass eine Nachricht ihre Brüder und die Streitmacht von dem Verlust informiert. Im Buch kämpfen die Narnianer gegen die Weiße Hexe, ohne zu wissen, dass Aslan tot ist. Diese Schlacht wird detailliert dargestellt mit verschiedenen Ergänzungen, etwa dem Luftbombardement auf die Streitkräfte der Königin, dem Phönix, der eine Feuerwand entfacht, um sie aufzuhalten, oder dem Rückzug zu den Felsen. Susan erschießt am Ende der Schlacht den Zwerg Ginarrbrik (der im Buch nie namentlich genannt wird), der im Begriff war, den verwundeten Edmund zu töten. Im Buch kämpfen die beiden Mädchen gar nicht, und die Schlacht findet im Wald und nicht auf freiem Feld statt.
- Der Schluss des Films wurde gegenüber dem Buch verkürzt. So beinhaltet die Krönung der Kinder die sofortige Verleihung ihrer Ehrungen. Im Buch wird detailliert beschrieben, warum sie diese Beinamen erhielten. Auch die Darstellung der weiteren Leben der Kinder als Könige in Narnia beschränkt sich auf ihre Jagd auf den Weißen Hirsch, in dessen Zuge sie den Kleiderschrank wiederentdecken und bei ihrer Rückkehr sofort auf den Professor treffen. Lewis hingegen beschreibt noch einige Taten und Abenteuer in der 15-jährigen Regierungszeit der Pevensies in Narnia.
- Im Film reitet Edmund sowohl im Lager als auch bei der Jagd nach dem weißen Hirsch ein sprechendes narnianisches Pferd. Im Buch wird nichts davon genannt. Außerdem heißt es in dem Buch Die Chroniken von Narnia: Der Ritt nach Narnia wörtlich: „[…] außer im Kriegsfall, wo jeder sein Bestes gäbe, ließe es sich niemand in Archenland oder Narnia träumen, ein sprechendes Pferd zu besteigen.“ (Ueberreuter Ausgabe). Deshalb ist es höchst unwahrscheinlich, dass er nach 15 Jahren in Narnia zur Friedenszeit ein sprechendes Pferd reitet. Es wird auch von allen Pferden als sehr erniedrigend empfunden, von Menschen geritten zu werden.
- Im Buch werden die Zugtiere der Hexe als eine Art Kreuzung aus Pony und Rentier in weiß beschrieben. Im Film sind es ausgewachsene weiße Rentiere. Außerdem sind es sechs statt nur zwei.

## Produktion
Der Film wurde hauptsächlich von Walden Media und Walt Disney Pictures produziert. Weitere beteiligte Firmen waren Lamp Post Productions Ltd. und Stillking Films. Entgegen einem weit verbreiteten Irrtum hatte Disney keinerlei Einfluss auf Inhalt und Art der Verfilmung, sondern wurde Michael Flaherty (dem Gründer von Walden Media) zufolge als der geeignetste Partner für Marketing und Vertrieb eines Films in dieser Größenordnung ausgewählt. Dies ist auch der ausschließliche Aufgabenbereich von Disney bei diesem Film.
Gedreht wurde der Film hauptsächlich in Neuseeland und Tschechien. In Tschechien entstand ein Großteil der Schneeaufnahmen zu Beginn des Films. In einer Szene überqueren die Protagonisten das Prebischtor, weitere Szenen wurden in der Adersbach-Weckelsdorfer Felsenstadt gedreht. Für den zweiten Teil des Films, insbesondere für Aslans Feldlager und die Schlacht, wurde Neuseeland als Hauptdrehort gewählt. Weitere Drehorte waren England, Polen und die Vereinigten Staaten.
Die Filmmusik wurde komponiert von Harry Gregson-Williams – er komponierte unter anderem auch für Königreich der Himmel und Shrek. Er rekrutierte zu diesem Zweck das 75 Personen starke Hollywood Studio Symphony Orchestra, das auch für Braveheart gespielt hat, die 140-Personen-„Abbey Road Choral Group“ aus London sowie eine Anzahl Solo-Musiker (Tim Finn, Imogen Heap, Hugh Marsh, Alanis Morissette, Lisbeth Scott).
Bei der Produktion von „Der König von Narnia“ arbeiteten erstmals drei der weltweit größten Unternehmen für visuelle Effekte an einem einzigen Film. Sony Pictures Imageworks war für verschiedene Tiere verantwortlich, so zum Beispiel für die Wölfe, die Biber und den Fuchs. Der Löwe Aslan wurde von Rhythm & Hues animiert, die auch, zusammen mit Industrial Light & Magic, unter Verwendung des Programms Massive für die gigantischen Armeen und Schlachten sorgten. Für die physischen Spezialeffekte in der Verfilmung war die K.N.B. EFX Group unter der Leitung von Howard Berger verantwortlich. Unterstützt wurde Berger unter anderem von Richard Taylors Weta Workshop, die hauptsächlich Requisiten, Waffen und Rüstungen für die Produktion herstellten. Snow Business Hollywood war für die Schneeeffekte verantwortlich. Weitere beteiligte Firmen waren Gentle Giant Studios Inc., Svengali Visual Effects, Hatch Production, Soho VFX, Digital Dream Inc. und Pixel Playground Inc.
Bei der Weltpremiere in London am 7. Dezember 2005 waren neben den Darstellern und Sprechern des Films sowie zahlreichen bekannten Schauspielern auch der britische Thronfolger Prinz Charles mit seiner Gattin Camilla anwesend, die unter anderem den jungen Darstellern gratulierten. Die Royal Albert Hall war für die Premiere in einen Eispalast umdekoriert worden, in dessen Rahmen der traditionelle rote Teppich durch einen blauen ersetzt worden war.

### Zeitlicher Ablauf
Nach der Verfilmung der ersten vier Bände der Chroniken von Narnia durch die BBC als TV-Filme in den Jahren 1988–1990 wollte das US-amerikanische Produzenten-Ehepaar Frank Marshall und Kathleen Kennedy Mitte der 1990er Jahre den Band Der König von Narnia als Kinofilm produzieren. Mit ihrem Plan, die Handlung des Films in die heutige Zeit zu verlegen, konnten sie Douglas Gresham jedoch nicht begeistern.
Im Jahr 2000 begann Perry Moore von Walden Media mit Verhandlungen mit der Nachlassverwaltung von C. S. Lewis und Douglas Gresham, Lewis’ Stiefsohn. Am 7. Dezember 2001 verkündete Walden Media, die Rechte zur Verfilmung von Der König von Narnia erhalten zu haben. Nach einer langen Zeit der Planung und Vorproduktion begannen am 28. Juni 2004 die Dreharbeiten in Neuseeland. Die Kinopremiere fand am 7. Dezember 2005 in London statt.

### Kosten und Erlöse
Die Produktionskosten für Die Chroniken von Narnia: Der König von Narnia werden auf 150 bis 180 Millionen US-Dollar geschätzt. Die Höhe der Kosten für Marketing und Vertrieb ist nicht bekannt. An seinem ersten Wochenende verdrängte der Film den Film „Harry Potter und der Feuerkelch“ von Platz 1 der Kinocharts und spielte weltweit über 105 Millionen US-Dollar ein, davon 67 Millionen US-Dollar in den Vereinigten Staaten. Damit liegt er zwischen den Einspielergebnissen der „Herr-der-Ringe“-Trilogie (47, 62, 73) und stellt somit den bisher zweitbesten Start im Monat Dezember dar. Außerdem handelt es sich um den besten Start eines nicht animierten Disney-Films.
Während seiner Kinolaufzeit spielte er 745 Millionen US-Dollar ein, davon 291,7 Millionen in Nordamerika. Der Film konnte an sechs Wochenenden (davon fünfmal in Folge) jeweils die höchsten Einnahmen weltweit (außerhalb der Vereinigten Staaten und Kanada) erzielen.

### Kinoversionen
Die Original-Kinofassung ist 140 Minuten lang. In Deutschland, Österreich und der deutschsprachigen Schweiz wurde jedoch eine um rund zwei Minuten gekürzte Version gezeigt. Die Kürzung fand laut Buena Vista International statt, um eine FSK-6- an Stelle einer FSK-12-Freigabe für den deutschen Markt zu erhalten. Die englischsprachige Originalversion läuft jedoch in allen drei Ländern ungekürzt. Außerdem ist (zumindest in Deutschland) die Version für die digitale Projektion ungeschnitten und in Deutsch synchronisiert. Dieses Projektionsverfahren wurde zur Zeit der Kinoauswertung des Films jedoch nur von sehr wenigen deutschen Kinos (meist in Großstädten) angeboten. Geschnittene Szenen sind unter anderen die Scherung Aslans sowie mehrere Szenen aus der Schlacht (unter anderem der Zweikampf zwischen dem Zentauren Oreius und dem General der Weißen Hexe Otmin).

### DVD-Versionen
Der Film erschien in Deutschland am 13. April 2006 gleichzeitig als Verkaufs- und Verleihversion auf DVD. Er ist in drei verschiedenen Versionen erhältlich.
Die normale 1-DVD-Version mit der gekürzten deutschen Kinofassung (FSK 6) enthält die beiden Sprachfassungen Deutsch und Englisch jeweils in Dolby-Digital-5.1-Ton. Als Bonusmaterial sind lediglich „Pannen vom Dreh“ und einige Trailer enthalten.
Am 2. Januar 2014 erschien der Film auf Blu-ray, es handelt sich hierbei um den Inhalt der 1-DVD-Version.
Die Special Edition besteht aus zwei DVDs und ist als Amaray-Box in einem Pappschuber verpackt. Sie enthält die ungekürzte Version. Die ungekürzte Kinoversion hat eine Lauflänge von 140 Minuten; eine PAL-DVD mit der ungeschnittenen deutschen Fassung sollte also wegen des PAL-Speed-ups eine Laufzeit von ca. 134 Minuten haben. Die Special-Edition hat jedoch eine Lauflänge von 137 Minuten. Diese Differenz liegt mutmaßlich an unterschiedlichen Zeitmessungen, einmal mit und einmal ohne Abspann. Die erste DVD enthält den Hauptfilm und neben Deutsch und Englisch auch noch die zusätzlichen Sprachfassungen Italienisch und Spanisch sowie zwei Audiokommentare. Die zweite DVD enthält mehrstündiges Bonusmaterial.
Die UMD-Version enthält ebenfalls die ungekürzte Fassung des Films, jedoch ist hier lediglich das Bonusmaterial der 1-DVD-Version enthalten.
Am 1. Dezember 2006 erschien in Deutschland eine Langfassung von „Der König von Narnia“ mit vier DVDs. Dieses Set wird in Europa „Royal Edition“ genannt und heißt in anderen Ländern Extended Edition. Der Inhalt ist jedoch identisch. Das Set enthält neben der erweiterten Originalversion des Films auch das komplette Bonusmaterial der „Special Edition“ (siehe oben). Die Lauflänge der neuen Szenen beträgt ungefähr acht Minuten und widerspricht der auf dem Cover des DVD-Sets angegebenen Angabe von „über 15 zusätzlichen Minuten“. Die neuen und erweiterten Szenen sind für die Handlung und die Verständlichkeit der Geschichte nicht wichtig. Es handelt sich zum überwiegenden Teil um Landschaftsaufnahmen und Schlachtszenen. Auf den DVDs drei und vier ist weiteres, bisher unveröffentlichtes Bonusmaterial enthalten. Das DVD-Set enthält die Sprachfassungen Deutsch, Englisch und Italienisch jeweils in Dolby-Digital-5.1-Ton. Die „Royal Edition“ ist, wie auch die „Special Edition“, ab 12 Jahren freigegeben. Die „Royal Edition“ ist außerdem in den USA, Großbritannien und in Frankreich als Geschenkset erhältlich, bei dem neben den DVDs noch hochwertige Buchstützen enthalten sind.

### Details
Erwähnenswerte Details zum Film und seiner Entstehung:
- Tilda Swinton hatte die Bücher vor der Verfilmung nie gelesen.
- Ursprünglich sollte Brian Cox Aslan seine Stimme leihen.
- Der Film wurde unter den Codetiteln „Der Hundertjährige Winter“ und „Paravel“ gedreht. Die Schilder in Auckland, die zu den Sets verwiesen, waren mit „Paravel“ beschriftet.
- Der Co-Produzent Douglas Gresham ist der Stiefsohn C. S. Lewis’.
- Skandar Keynes ist Urururenkel des Wissenschaftlers Charles Darwin.
- Die Filmcrew wurde mit einer traditionellen Māori-Begrüßung, dem Hongi, bei ihrer Ankunft bei den West Auckland Studios empfangen.
- Georgie Henleys Reaktion, als sie das erste Mal nach Narnia gelangt, ist echt; sie hat das Set vor dieser Szene nie gesehen. Georgie war so gespannt darauf, dass sie mit verbundenen Augen auf das Set geführt und dann direkt gefilmt wurde.
- Rachel Henley, die Lucy als junge Erwachsene spielt, ist die ältere Schwester von Georgie Henley.
- Aslan ist das türkische Wort für Löwe. Ein weiterer Bezug zur türkischen Kultur besteht in der Verführung Edmunds durch Türkischen Honig.
- Der Löwe Aslan ist komplett computeranimiert. Sein Körper wird dabei von 5,2 Millionen virtuellen Haaren bedeckt. Lediglich in den Szenen am steinernen Tisch wird für Aslan eine animatronische Puppe eingesetzt.
- Amy Lee von Evanescence wurde beauftragt, das Main Theme zu komponieren. Dies wurde aber von den Produzenten zurückgewiesen, da es von ihnen als „zu dunkel und episch“ betrachtet wurde.
- Die Erlaubnis, zwölf Rentiere nach Neuseeland einzuführen, damit sie Jadis’ Schlitten ziehen können, wurde nicht gewährt. Das Ministerium für Agrikultur und Forstwesen verwies auf das tödliche Q-Fieber, an dem die nordamerikanische Rentierpopulation leidet. Es wurden aber acht Wölfe für die Filmarbeiten in Auckland genehmigt. Neuseeland und die Antarktis sind die einzigen Orte auf der Welt, an denen der Erreger für das Q-Fieber nicht vorkommt.
- Die Bewohner Narnias sind größtenteils der Mythen- und Fabelwelt entliehen, besonders der griechischen Mythologie. Im Film kommen unter anderem vor: Dryaden, Einhörner, Faune, Goblins, Greife, Harpyien, Meerjungfrauen, Minotauren, Phönixe, Riesen, Satyrn, Trolle, Zentauren, Zwerge, Vampire und Kyklopen. Zudem gibt es noch humanoide Eber (Minoboars), Geschnäbelte und Wolfsartige, auch die normalen Tiere sind der menschlichen Sprache fähig und die Bäume selbst sind beseelt.
- Die Büste, die anzufassen Mrs. Macready Susan verbietet, stellt Dante Alighieri aus dem 13./14. Jahrhundert dar, den bekanntesten Dichter Italiens und gleichzeitig der bedeutendste Dichter des europäischen Mittelalters. Sein Profil ist auf jede italienische 2-Euro-Münze geprägt.
- Während die Kinder Verstecken spielen, läuft der Song „Oh Johnny, Oh Johnny, Oh!“, der ursprünglich von Ed Rose und Abe Olman aus dem Jahr 1917 stammt. Durch eine Neuinterpretation von Glenn Miller und den Andrews Sisters gewann er während der Vierziger jedoch außerordentlich an Popularität, in der Zeit also, in der auch der Film stattfindet. Die Andrews Sisters hatten zudem großen Erfolg mit ihrer Version von „Bei Mir Bist Du Schön“ (1937) und waren so beliebt, dass einige ihrer Platten nach Deutschland geschmuggelt wurden – etikettiert als Hitlers Marschlieder. Auf der CD mit dem Film-Soundtrack fehlt der Song allerdings.
- Professor Kirke entnimmt Tabak aus einem kleinen silbernen Apfel, eine Bezugnahme auf Ereignisse während seiner eigenen Reise nach Narnia in dem Buch „Das Wunder von Narnia“; dort wurde er beauftragt, einen silbernen Apfel aus Aslans Garten zu besorgen.
- Eine weitere Bezugnahme auf „Das Wunder von Narnia“ stellt der Kleiderschrank dar. Auf seiner Vorderseite ist ein großer Apfelbaum geschnitzt – laut „Das Wunder von Narnia“ stammt sein Holz von dem magischen Apfelbaum, den Digory, der spätere Professor Kirke, gepflanzt hatte. Weitere Schnitzarbeiten auf dem Kleiderschrank beziehen sich ebenfalls auf „Das Wunder von Narnia“, einschließlich der Erschaffung Narnias, dem silbernen Apfel, der Halle der Königinnen und dem Vogel, den Professor Kirke im Baum der silbernen Äpfel sah.
- Eines der Bücher in Herrn Tumnus’ Haus trägt den Titel: „Is Man a Myth?“ Dieses und andere werden auch im Buch erwähnt.
- Das Instrument, das Herr Tumnus spielt, ist fiktiv und die Erfindung eines Requisiteurs. Harry Gregson-Williams entschied sich dafür, ihm den Klang eines Duduks zu verleihen. Möglicherweise ist das Aussehen der Flöte von der antiken griechischen Praxis inspiriert, zwei Auloi gleichzeitig zu spielen.
- In der Szene am Bahnhof Paddington zu Beginn des Films bemerkt Peter Pevensie (William Moseley) einen etwa gleichaltrigen britischen Soldaten, der nicht an der Kinderlandverschickung beteiligt ist, sondern an die Front muss. Bei diesem Soldaten handelt es sich um den britischen Schauspieler Jaxin Hall, der die zweite Wahl Andrew Adamsons (des Regisseurs) für die Rolle des Peter Pevensie war. Dieser wird – obwohl er keinen Text hat – im Abspann erwähnt. Die Szene war die erste gedrehte Szene des Films im Juni 2004.
- Edward Speleers war ebenfalls ein enger Kandidat für die Rolle des Peter, nach Moseley und Hall lag er auf Platz drei. Er wurde jedoch von Pippa Hall, der Casting-Agentin für den Charakter des Eragon in Eragon – Das Vermächtnis der Drachenreiter vorgeschlagen, den er auch erhielt.[16]

## Synchronsprecher
Die Synchronsprecher für die deutsche Fassung waren:
| Rolle                                         | Darsteller              | Synchronsprecher        |
| Hauptrollen                                   | Hauptrollen             | Hauptrollen             |
| --------------------------------------------- | ----------------------- | ----------------------- |
| Lucy Pevensie                                 | Georgie Henley          | Marie-Christin König    |
| Edmund Pevensie                               | Skandar Keynes          | Tobias John von Freyend |
| Peter Pevensie                                | William Moseley         | Johannes Wolko          |
| Susan Pevensie                                | Anna Popplewell         | Marieke Oeffinger       |
| Unterstützer der Hauptrollen vor Aslans Lager |                         |                         |
| Herr Tumnus (Faun)                            | James McAvoy            | Jens-Holger Kretschmer  |
| Herr Biber                                    | Ray Winstone (Stimme)   | Reinhard Brock          |
| Frau Biber                                    | Dawn French (Stimme)    | Dagmar Heller           |
| Fuchs                                         | Rupert Everett (Stimme) | Martin Umbach           |
| Weihnachtsmann                                | James Cosmo             | Reinhard Glemnitz       |
| Seite der weißen Hexe                         |                         |                         |
| Weiße Hexe Jadis                              | Tilda Swinton           | Carin C. Tietze         |
| Ginarrbrik (Zwerg)                            | Kiran Shah              | Ekkehardt Belle         |
| Polizeihauptmann Maugrim (Wolf)               | Michael Madsen (Stimme) | Michael Brennicke       |
| General Otmin (Minotaurus)                    | Shane Rangi             | Joscha Fischer-Antze    |
| Vardan (Wolf)                                 | Jim May (Stimme)        | Manfred Erdmann         |
| Aslans Lager                                  |                         |                         |
| Aslan (Löwe)                                  | Liam Neeson (Stimme)    | Thomas Fritsch          |
| General Oreius (Zentaur)                      | Patrick Kake            | Dietmar Wunder          |
| Greif                                         | Cameron Rhodes (Stimme) | Walter von Hauff        |
| Reale Welt                                    |                         |                         |
| Prof. Digory Kirke                            | Jim Broadbent           | Horst Sachtleben        |
| Haushälterin Mrs. Macready                    | Elizabeth Hawthorne     | Angelika Bender         |
| Helen Pevensie                                | Judy McIntosh           | Claudia Lössl           |
| Erwachsene Hauptfiguren                       |                         |                         |
| Lucy Pevensie                                 | Rachael Henley          | Angela Wiederhut        |
| Edmund Pevensie                               | Mark Wells              | Stefan Günther          |
| Peter Pevensie                                | Noah Huntley            | Philipp Moog            |
| Susan Pevensie                                | Sophie Winkleman        | Petra Einhoff           |

Der Synchronsprecher der Figur des Aslan war für Französisch und Italienisch der bekannte Schauspieler Omar Sharif.

## Auszeichnungen
Oscar 2006
- Bestes Makeup – Howard Berger, Tami Lane (Gewinner)
- Bester Ton – Terry Porter, Dean A. Zupancic, Tony Johnson (Nominierung)
- Beste Visuelle Effekte – Dean Wright, Bill Westenhofer, Jim Berney, Scott Farrar (Nominierung)

Golden Globe Awards 2006
- Beste Filmmusik – Harry Gregson-Williams (Nominierung)
- Bester Filmsong – „Wunderkind“ von Alanis Morissette (Nominierung)

British Academy Film Awards 2006
- Bestes Make-Up und Haar – Howard Berger, Gregory Nicotero, Nikki Gooley (Gewinner)
- Bestes Kostümdesign – Isis Mussenden (Nominierung)
- Beste Visuelle Effekte – Dean Wright, Bill Westenhofer, Jim Berney, Scott Farrar (Nominierung)

Saturn Award
- Bestes Make-Up – Howard Berger, Nikki Gooley, Gregory Nicotero (Gewinner)
- Bestes Kostümdesign – Isis Mussenden (Gewinner)
- Beste Regie – Andrew Adamson (Nominierung)
- Bester Fantasyfilm – Mark Johnson, Philip Steuer (Nominierung)
- Beste Hauptdarstellerin – Tilda Swinton (Nominierung)
- Bester Jugendlicher Hauptdarsteller – William Moseley (Nominierung)
- Beste Spezialeffekte – Dean Wright, Bill Westenhofer, Jim Berney, Scott Farrar (Nominierung)
- Bestes Drehbuch – Ann Peacock, Andrew Adamson, Christopher Markus, Stephen McFeely (Nominierung)

Young Artist Award
- Beste Jugendliche Hauptdarstellerin in einem Spielfilm (10 Jahre alt oder jünger) – Georgie Henley (Gewinner)
- Bester Familienfilm (Drama) – Walt Disney Pictures (Gewinner)
- Bester Jugendlicher Hauptdarsteller (Komödie/Drama) – William Moseley (Nominierung)

Grammy Awards 2007
- Beste Filmmusik für einen Spielfilm – Harry Gregson-Williams (Nominierung)
- Bester Song für einen Spielfilm – „Can’t Take It In“ von Imogen Heap (Nominierung)

Sonstige
- Satellite Award 2005:

Bester Film (Animationsfilm oder Real-/Animationsfilm) (Gewinner)
- Annie Award 2006:

Character Animation – Rhythm & Hues (Nominierung)
- BFCA Award

2005: Bester Familienfilm (Gewinner)
Beste junge Schauspielerin – Georgie Henley (Nominierung)
- Beliefnet Film Awards: Best Spiritual Film (Gewinner)

- MTV Movie Awards 2006:

Bester Bösewicht – Tilda Swinton (Nominierung)
- Online Film Critics Society Awards 2005:

Bester Newcomer – Darstellung – Georgie Henley (Nominierung)
- DVD Champion 2006:

Publikumspreis
Die Deutsche Film- und Medienbewertung (FBW) zeichnete den Film mit dem Prädikat „wertvoll“ aus.

## Platzierungen
Die Chroniken von Narnia: Der König von Narnia war der weltweit dritterfolgreichste Film des Jahres 2005, in Nordamerika (Vereinigte Staaten und Kanada) sogar der zweiterfolgreichste. Hier ließ er sogar Harry Potter und der Feuerkelch hinter sich. In Deutschland war der Film weit weniger erfolgreich als in den meisten anderen europäischen Ländern. Dies liegt wohl zum Großteil an der überwiegend negativen Kritik der deutschen Presse. Immerhin lockte der Film aber fast 3,9 Mio. Zuschauer in die Kinos und hielt sich acht Wochen lang in den Top Ten der Kinocharts, davon zwei Wochen auf Platz 1.

## Kritiken
- „Zauberhaft inszenierte Fantasy-Saga mit kleinen Schönheitsfehlern, deren kindgerechte Story eher jüngere Nachwuchs-Faune in ihren Bann zieht.“[20]
- „Fabelwesen, sprechende Tiere, Ritterkämpfe: Was wollen Kinder mehr? Doch bei Erwachsenen springt der Funke von Narnia nicht über: Der Film gerät zur 140 Minuten langen Geduldsprobe.“[21]
- „Läutet der Disney-Blockbuster Die Chroniken von Narnia eine Ära von Hollywood-Kreuzzügen gegen das Böse ein? So unkten bislang die Medien auf beiden Seiten des Atlantiks. Dabei ist das Fantasy-Spektakel ein recht heidnischer Mythenzoo – mit einer ultracoolen Trash-Queen an der Spitze.“[22]
- „Mittelmaß statt Mittelerde: Der König von Narnia kann dem Herrn der Ringe höchstens die Hand küssen.“[23]
- „So gesehen, ist der Film eine Mischung aus dem Herrn der Ringe und Harry Potter, vom einen hat er das Spezialeffekt-Brimborium, vom anderen das englische Kinderland-Setting, von beiden die Absicht, die Sache in mehreren Sitzungen fortzuführen, auf daß Jahr für Jahr neue Wolldecken verschickt werden können.“[24]
- „Nach einer Stunde glaubt man, einen wunderbaren Film vor sich zu haben. Dann aber verlässt den Regisseur offenbar der Mut. Er opfert seinen Film zugunsten der Geschichte von Lewis.“[25]
- „Immerhin halten die Landschaftssequenzen (Neuseeland!) das Niveau vom Herrn der Ringe und spielen die Kinder besser als die in Harry IV. Die Tricktiere sind überraschend mäßig animiert. Was bleibt, ist die Erkenntnis, daß christliche Kinderfilme des 21. Jahrhunderts sich ästhetisch nicht sonderlich von sozialistischen des 20. unterscheiden (Pan Tau!) und sich mancher Schrank als Büchse der Pandora entpuppt.“[26]
- „Der Film versucht, Harry Potter und Herr der Ringe etwas entgegenzusetzen. Und scheitert. Die Menagerie aus Fantasy-Kreaturen ist optisch eine Wucht, die Sets sind große Klasse, doch der Film selbst erweist sich als pompöses, klebriges Zuckerwatte-Nichts mit nervtötender Musikberieselung. Ohne Zauber, ohne Dramaturgie und Spannung.“[27]
- „Da wollte Disney für 150 Mio. Dollar Harry Potter und dem Herrn der Ringe ein Schnippchen schlagen. Herausgekommen ist ein optisch wuchtiges Werk, in dem religiöse Botschaften mit dem Holzhammer verabreicht werden.“[28]
- „Mit riesigem Aufwand und einer Koalition der besten Trickspezialisten erfährt der Auftakt zu C. S. Lewis’ berühmter Kinderbuchreihe eine visuell angemessene Umsetzung. Viel zu bestaunen gibt es an Kreaturen und digitaler Effektshow, viel zu bewundern an dieser Liebeserklärung an die kindliche Seele. Da kann es verschmerzt werden, wenn die Story und die Dramatik dieses Abenteuers nicht immer mit den Bildern Schritt halten kann.“[29]

## Fortsetzungen
Nach und nach sollen alle Teile der Chroniken von Narnia verfilmt werden. Bisher sind zwei weitere erschienen:
- Prinz Kaspian von Narnia (2008)
- Die Reise auf der Morgenröte (2010)

Eine dritte Fortsetzung mit dem Titel Der silberne Sessel war in Planung und sollte unter der Regie von Joe Johnston gedreht werden. Das Projekt wurde jedoch nicht mehr umgesetzt, nachdem Netflix die Film- und Serienrechte an Die Chroniken von Narnia erwarb, um eine Serienadaption auf den Weg zu bringen.